# Francés de Perellós
Francés (también llamado Francisco o Francesc) de Perellós fue un noble catalán del siglo XIV, I vizconde de Rueda, señor de Conflent, Épila y Rueda, barón de Ceret y Millars en el Rosellón, ricohombre de Aragón, castellano de los castillos de Tautavel y Salses desde 1348.

## Biografía
Hijo de Ramón I de Perellós, fue mayordomo y consejero real; entre 1354 y 1355 fue a Cerdeña, donde Mariano IV de Arborea se había sublevado tras el empeoramiento progresivo de las relaciones, acompañando a Bernardo II de Cabrera y participando en la Batalla de Quartu.
Trató la paz con Mariano IV de Arborea (11 de julio de 1355) y fue procurador para hacer concordia con Mateo Doria, que se concretó en la paz de Sanluri.
Diplomático en Sicilia, con el papa y Juan II de Francia, negoció el matrimonio de Luis de Anjou con la infanta Juana, hija de Pedro IV de Aragón.
Como almirante del rey de Francia durante la Guerra de los Cien Años, al frente de nueve galeras francesas armadas por Bonanat Descoll y Guillem Morey en Barcelona. Realizó una expedición a Inglaterra, y llegó a Sanlúcar de Barrameda en busca de vituallas.
Como medida de presión aragonesa, que esperaba la ayuda navarra prometida contra Castilla, se tiene noticia de que, en noviembre de 1356, se hizo temporalmente con uno de los castillos navarros en Normandía (Pont-Audemer). El infante Luis, gobernador en Navarra en ausencia de Carlos II, envió finalmente a Juan Pérez de Esparza al rey de Aragón atendiendo la promesa.
Estando la Corona de Aragón en guerra contra la República de Génova atacó dos naves genoveses, provocando la intervención de Pedro I de Castilla, que requirió a Perellós para que abandonara su presa; y como éste no lo hacía, se quejó a Pedro IV de Aragón, a quien tampoco le hizo caso, y persiguió a Perellós con algunas galeras hasta Tavira. Pero como no pudo atraparlo, en venganza hizo quemar las mercancías de los catalanes en Sevilla.
Acompañó, en 1358, a Isabel de Mallorca a Italia, cuando se casó con Juan II de Montferrat, y realizó numerosas misiones diplomáticas en Francia, Génova, Castilla y el Papa entre 1358 y 1363.
Durante el proceso contra el vizconde Bernardo II de Cabrera, denunció tratos secretos de éste con Pedro I de Castilla y declaró que, por orden de Cabrera, él había provocado las iras del rey en 1364. 
Volvió a Francia, de donde regresó con las grandes compañías de Bertrand du Guesclin en 1365 que, por acuerdo con Pedro IV de Aragón, debían intervenir al servicio de este último y de su aliado Enrique de Trastámara, pretendiente al trono castellano, en la guerra contra Pedro I de Castilla.
En premio por haber hecho una liga con el duque de Anjou, supuso su título de vizconde de Rueda concedido el 31 de marzo de 1366, junto con las villas de Rueda y Épila. Almirante de Carlos V de Francia, fue también procurador del infante para tratar en 1369 su matrimonio con Juana de Borbón.

## Descendencia
Su primera esposa había sido Caterina, dama de la reina Constanza de Mallorca. Su hijo Ramón de Perellós, II vizconde de Rueda. Tuvo otro hijo, llamado como él, Francés de Perellós, que fue castellano de Tautavel, mayordomo y consejero del infante Juan.
Dejó viuda a una segunda esposa desconocida. 